# Rezerwat przyrody Dębno nad Wartą
Rezerwat przyrody Dębno nad Wartą – faunistyczny rezerwat przyrody położony w gminie Nowe Miasto nad Wartą, powiecie średzkim (województwo wielkopolskie). Leży w granicach Żerkowsko-Czeszewskiego Parku Krajobrazowego.
Powierzchnia: 21,71 ha (akt powołujący podawał 21,62 ha). Obszar rezerwatu podlega ochronie czynnej.
Został utworzony na mocy zarządzenia Ministra Leśnictwa i Przemysłu Drzewnego z 16 września 1974 roku w celu ochrony stanowisk rzadkich zwierząt bezkręgowych ze ślimakiem Ruthenica filograna i ślimakiem maskowcem (Isognoviastoma personatum). Ochronie podlegają także górskie gatunki równonogów. Teren rezerwatu to wilgotny las łęgowy (okresowo, wiosną zalewany) z dębami, jesionami, olszami i wiązami.